# Meijel
Meijel (en limburguès: Mael) és una població i antic municipi de la província de Limburg, al sud-est dels Països Baixos. L'1 de gener del 2009 tenia 5.984 habitants repartits sobre una superfície de 20,04 km² (dels quals 0,2 km² corresponen a aigua). Limitava al nord amb Asten i Deurne, a l'est amb Helden i al sud amb Leudal i Nederweert.
L'1 de gener de 2010, juntament amb Kessel, Maasbree i Helden es van unir per a formar el nou municipi de Peel en Maas.

## Ajuntament
El consistori municipal consta d'11 membres, format des del 2006 per:
- FWM/PvdA, 5 regidors
- CDA, 3 regidors
- VVD, 2 regidors
- Volkspartij, 1 regidor